# Astragalus kurnet-es-saudae
Astragalus kurnet-es-saudae — вид квіткових рослин з родини бобових (Fabaceae). Ареал охоплює такі країни: Ліван (Гірський хребет Ліван).

## Середовище
Висота: 1800–3000 метрів. Росте на кам'янистому ґрунті на луках та чагарниках. Цвіте у червні та липні. Основною загрозою є надмірний випас худоби. На плато будівництво доріг та використання позашляхових транспортних засобів для рекреаційної діяльності становлять загрозу для виду, оскільки це безповоротно руйнує його природне середовище існування. Зміну клімату також слід розглядати як майбутню загрозу, яка серйозно вплине на весь ареал виду через посуху. Над Бішаре було створено гірськолижний курорт, проведено рекреаційний розвиток та прокладено дороги. Ця діяльність суттєво вплинула на природні середовища існування та рослинні угруповання.